# William James Sidis

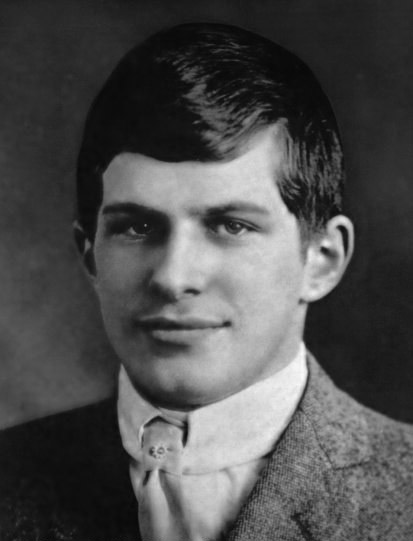
William James Sidis

William James Sidis (New York, 1 april 1898 – Boston, 17 juli 1944) was een Amerikaans wonderkind. Zijn ouders waren van Oekraïens-Joodse afkomst.
Sidis is bekend geworden door zijn enorme capaciteiten op het gebied van wiskunde en taal. Maar hij was het meest bekend om zijn hoog IQ.

## Jeugd
Toen Sidis achttien maanden was, las hij The New York Times. Op tweejarige leeftijd sprak hij Latijn en in zijn derde levensjaar sprak hij Grieks. Op zijn achtste creëerde hij een kunsttaal genaamd Vendergood; de taal is gebaseerd op het Latijn en het Grieks, maar leek ook op het Duits en op het Frans en andere Romaanse talen. Toen Sidis negen jaar was kon hij al aan Harvard studeren. Hij werd echter pas met elf jaar toegelaten vanwege zijn te jonge leeftijd. In zijn eerste jaar aan de universiteit gaf hij een lezing over vierdimensionale lichamen. Op zestienjarige leeftijd rondde hij zijn studie cum laude af. Daarmee werd hij de jongste professor ooit.

## Volwassen
Toen Sidis volwassen was sprak hij meer dan 40 verschillende talen en dialecten. Door zijn intelligentie kreeg hij veel aandacht van diverse media, waardoor hij uiteindelijk depressief werd. Hij gaf zijn werk als professor op en vervulde daarna enkel nog maar niet-intellectuele banen.
Sidis overleed op 46-jarige leeftijd aan een hersenbloeding.